# Tsewang Rabtan
Tsewang Rabtan (1643-1727) was de heerser van de Mongoolse stam van de Dzjoengaren tussen 1697 en 1727.

## Achtergrond
Tsewang Rabtan was de zoon van Sengge (overleden 1671). Deze werd in 1671 vermoord door een aantal halfbroers na een decennium van voortdurende interne strijd tussen de Dzjoengaarse leiders. Deze gebeurtenis bracht de broer van Sengge, Galdan (1644–1697) vanuit Tibet terug naar Dzjoengarije. Galdan versloeg de rebellen en creëerde snel een machtspositie. In 1679 en 1680 veroverde Galdan een groot deel van Oost-Turkestan, de huidige Chinese provincie Sinkiang met de rijke oasen van Hami en Turpan. In 1679 ontving hij van de dalai lama de titel van Boshugtu Khan (Khan bij de Gratie Gods). Galdan was de laatste Mongoolse leider die de ambitie nastreefde een nieuw groot Mongools Rijk te stichten dat zijn basis zou hebben in Centraal-Azië. Dat streven conflicteerde met het steeds verder oprukken van de Russen in Azië en vooral de uitbreiding van de macht van de Mantsjoes. 

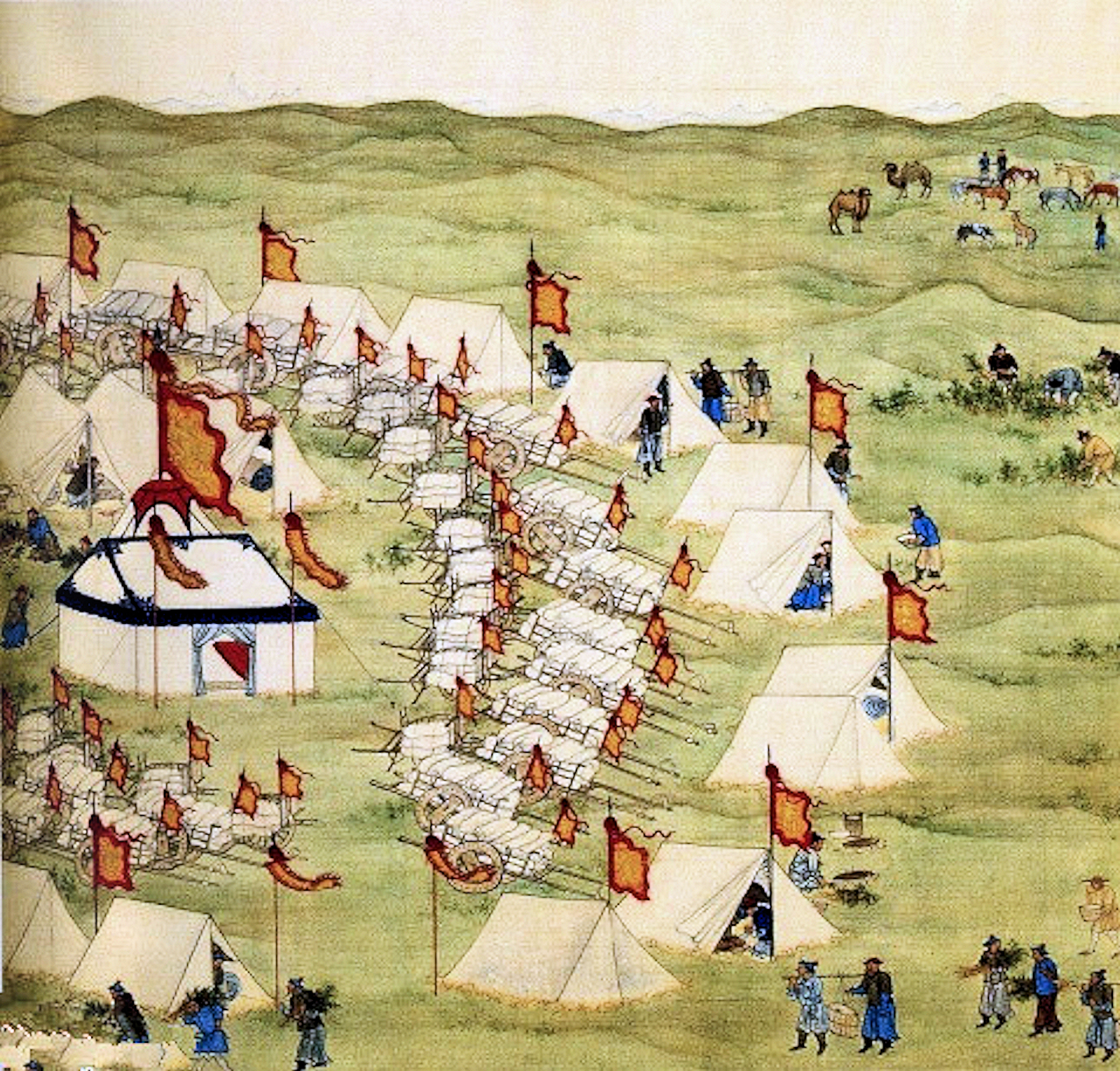
Het legerkamp van Kangxi bij de rivier de Kerulen bij de laatste militaire campagne tegen Galdan in 1696

De relatie tussen Galdan en Tsewang Rabtan was slecht. De laatste was van mening, dat hem als volwassen zoon van Sengge het leiderschap van de Dzjoengaren toekwam. Die situatie escaleerde zodanig, dat Galdan in 1688 een -mislukte- moordaanslag op Tsewang Rabtan liet uitvoeren.
In 1688 viel Galdan het gebied van de Khalkha-Mongolen binnen en richtte een slachting onder hen aan. Een aantal van hen vluchtte naar door de Russen beheerst gebied, maar het grootste deel trok de Gobiwoestijn over en stelde zich onder bescherming van de keizer Kangxi (1654-1722).
Die gelegenheid probeerde Tsewang Rabtan te benutten. Hij kwam in opstand tegen Galdan en nam met een aantal troepen Hami en omgeving in. In 1689 sloten China en Rusland het verdrag van Nertsjinsk. Hiermee voorkwam Kangxi dat Galdan ooit een militaire alliantie met de Russen zou kunnen sluiten. Vanaf 1690 probeert Kangxi dan ook de strijd tussen Galdan en Tswewang Rabtan uit te buiten. Tijdens de laatste militaire campagne van Kangxi tegen Galdan overleed de laatste in april 1697 onder mysterieuze omstandigheden. Het was Tsewang Rabtan, die de resten van het stoffelijk overschot aan Kangxi uitleverde. In 1698 werd tijdens een grote plechtigheid in Peking de beenderen van het lichaam van Galdan verpletterd en daarna verstrooid.

## Tsewang Rabtan als leider
Tsewang Rabtan had in onderhandelingen met de Mantsjoes bereikt dat hij regelmatig tribuutmissies naar Peking kon zenden. Voor de Mongoolse stammen was dit de enige mogelijkheid om met enige regelmaat handel te kunnen drijven in het Chinese binnenland en de Chinese grenssteden. Vanuit de Chinese optiek waren het missies, waarbij vertegenwoordigers van volken aan de periferie van het rijk de gelegenheid kregen om de suprematie van de Chinese keizers te erkennen. De verblijfskosten van de missies werden voor een belangrijk deel ook gefinancierd door de Chinese gastheren. De omvang en frequentie van die missies, dus in wezen ook het potentiële reguliere handelsvolume, werd dan ook door de Chinezen bepaald. Tsewang Rabtan kon missies tot een maximum van driehonderd mensen zenden, maar in de praktijk werd dat quotum altijd ver overschreden.
In 1694 had hij van de vijfde dalai lama, maar in wezen van de regent in Tibet, Sanggye Gyatso, die de dood van dalai lama geheim hield, de titel Erdeni Zoriqtu Hontaiji gekregen. Dat was de hoogste titel die een Mongools heerser kon krijgen na die van khagan. In de Russische geschiedschrijving wordt hij vermeld als Kontaisha.

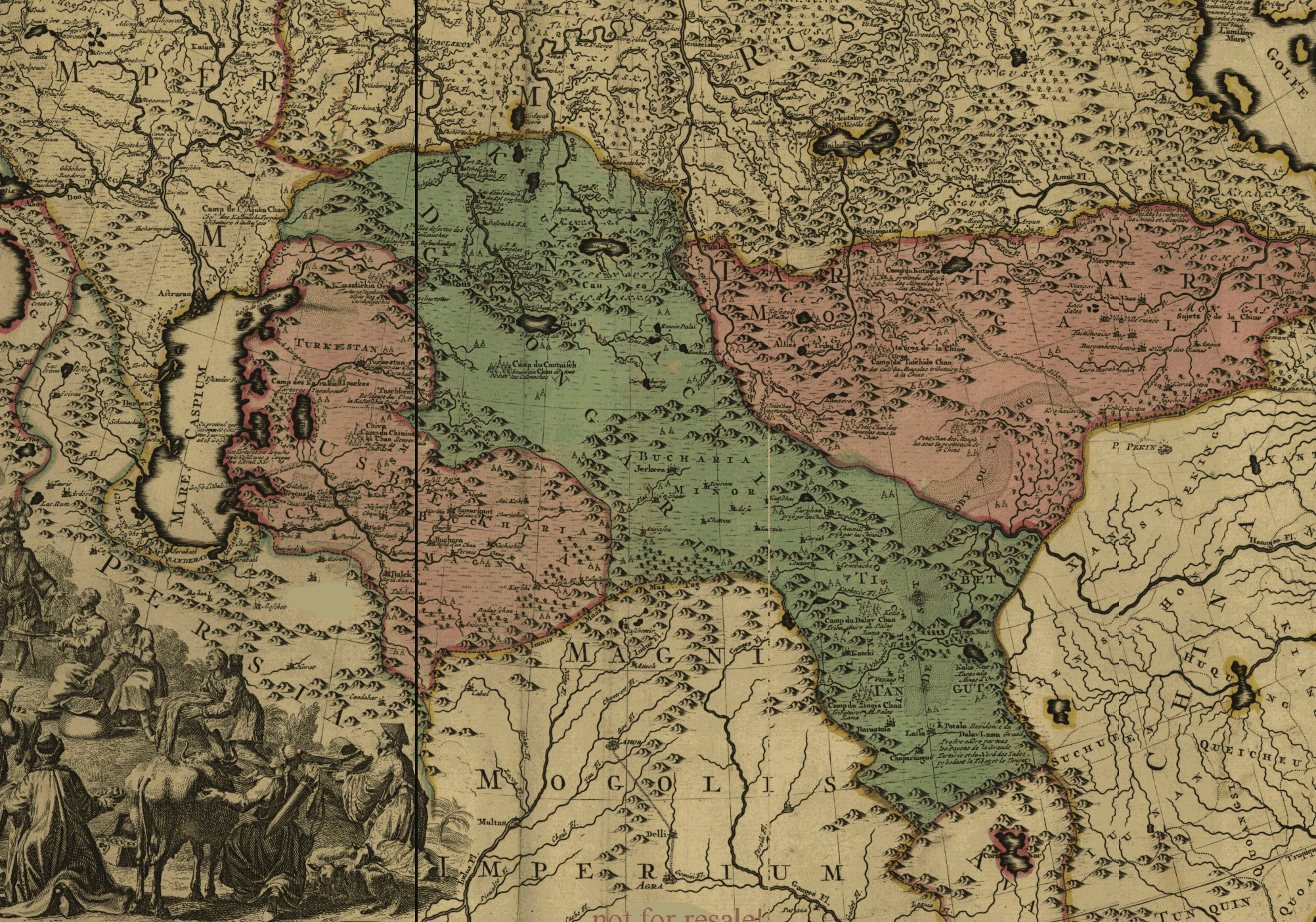
Kaart met het gebied van de Kalmukken in groen

Tsewang Rabtan vermeed tot 1715 een confrontatie met de Mantsjoes. Zijn veldtochten waren vooral in westelijke richting. Dat bracht een aantal confrontaties met de Kazachen. Door de nederlaag van Galdan tegen Kangxi waren de Dzjoengaren veel weidegrond verloren, die Kangxi weigerde terug te geven. Nieuwe weidegrond kon dus alleen in westelijke richting gevonden worden. Tegelijkertijd werden er aan de rivieren in Siberië steeds meer Russische handelsposten en forten gecreëerd, die de mogelijkheden voor expansie van de Dzjoengaren steeds moeilijker maakten. Tsewang Rabtan moest dus veel meer dan eerdere leiders van de Dzjoengaren de nadruk leggen op het houden van blijvende bereikbaarheid voor hem van gebieden, het kunnen blijven onderhouden van handelsroutes en veel minder op het overwinnen van andere Mongoolse stammen. Hij was de eerste Dzjoengaarse leider die zich vooral als heerser van een territoriaal gebied profileerde en minder als een nomadische veroveraar.
De iets grotere stabiliteit van de grenzen van Dzjoengarije bevorderde ook de vestiging van vaste nederzettingen. Tsewang Rabtan voerde beleid ten aanzien van verbetering van landbouw, ambachten en iets van een begin van industriële productie.
Ajoeka Khan (1669-1724), de heerser van de Kalmukken kreeg een conflict met een van zijn zonen, Sanjib. Deze verliet daarop het gebied van de Kalmukken bij de Wolga met ongeveer 15.000 huishoudens en poogde zich te vestigen in door Tsewang Rabtan beheerst gebied. Tsewang Rabtan behaalde een zeer gemakkelijke militaire overwinning en kon het grootste deel van die huishoudens met hun vee en andere bezittingen inlijven.

## Conflicten met Rusland
Conflicten had Tsewang Rabtan tot 1715 vooral met de Russen. Beiden concurreerden met elkaar ten aanzien van de inning van belasting bij Siberische stammen. In 1710 vernietigde Tsewang Rabtan een aantal Russische forten. In 1713 ontving tsaar Peter de Grote (1672-1725) berichten over enorme goudvondsten in Dzjoengarije. Hij gaf het bevel voor een expeditie langs de rivier de Irtysj en forten te bouwen in door Dzjoengaren beheerst gebied. De expeditie zou daarna Yarkand moeten veroveren. In oktober 1715 werd het eerste fort aan het meer van Yamish gebouwd. Troepen van Tsewang Rabtan bestormden het fort en vernietigden het. De Russen waren genoodzaakt zich terug te trekken naar de Irtysh en bouwden daar het fort Omsk.
Enkele jaren later kwamen de Russen terug. Ze herbouwden het fort bij het meer van Yamish en stichtten in 1718 Semipalatinsk. De situatie was toen voor Tsewang Rabtan al wat moeilijker. Hij had grote moeite na 1715 Chinese druk rondom Hami en Turfan te weerstaan en zeker na zijn debacle in Tibet van 1720 kon hij geen oorlog met Rusland riskeren. Er kwam een wapenstilstand met de Russen. Tsewang Rabtan ging akkoord met de bouw van enkele forten waaronder dat van Öskemen in ruil voor terugtrekking van Russische troepen en vage hoop voor het verkrijgen van een bondgenoot tegen de Qing-dynastie.
Uiteindelijk bleken alle expedities naar goud tevergeefs. Dzjoengarije bleek geen voldoende minerale schatten te hebben, dat aantrekkelijk genoeg was voor de Russen om als alternatief voor de lucratieve bonthandel met Peking te dienen.

## De Zweedse connectie

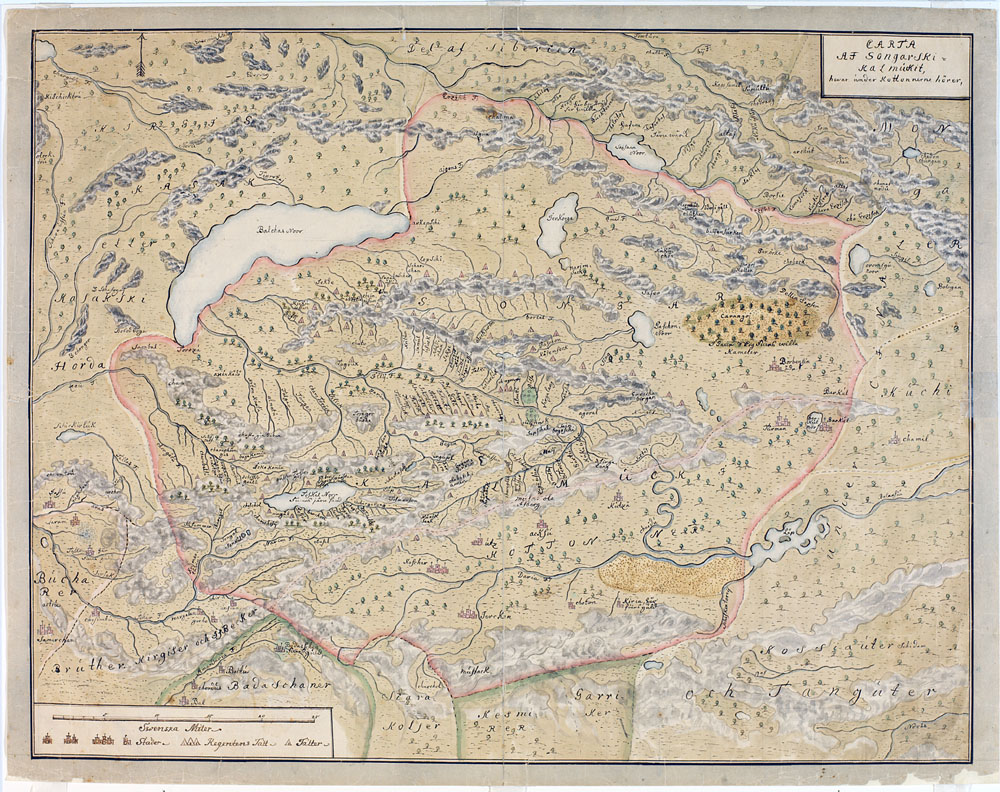
Een kaart van Johan Gustav Renat van Dzjoengarije

Een aantal Zweden had deel uitgemaakt van de eerste mislukte Russische expeditie in 1715. Na de slag bij Poltava in 1709 waren een aantal Zweden gevangengenomen door de Russen. Bij die expeditie werden ze opnieuw gevangengenomen, nu door Dzjoengaren. Johan Gustaf Renat en enkele van zijn landgenoten zouden 17 jaar in Dzjoengarije verblijven. Renat trouwde tijdens zijn verblijf daar met Brigitta Scherzenfeldt, een eveneens gevangengenomen Zweedse vrouw. Scherzenfeldt zou na hun terugkeer in Zweden in 1734 haar ervaringen in Dzjoengarije op schrift stellen. Die geven een uniek beeld van de Dzjoengaarse samenleving in het begin van de achttiende eeuw.
Renat was vooral werkzaam op militair gebied. Hij produceerde artillerie, munitie, verbeterde de kennis op het gebied van metallurgie. Hij bracht verbeteringen aan in de wijze waarop goud gedolven kon worden. Renat was actief voor Tsewang Rabtan en zijn opvolger Galdan Tseren tijdens militaire campagnes. Hij is echter vooral bekend om het feit, dat hij voor de Dzjoengaarse heersers een aantal landkaarten van hun deel van Centraal-Azië maakte.

## Interventies in Tibet

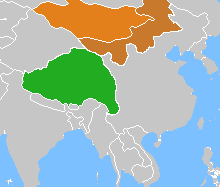
Ligging van Mongools en Tibetaans gebied ten opzichte van elkaar

De heersers van de Oirat-Mongolen hadden als Tibetaans boeddhisten de neiging om herhaaldelijk in Tibet te interveniëren. In 1642 was dankzij de militaire interventie van Güshri Khan van de Khoshut-Mongolen de gelug en daarmee de vijfde dalai lama de overwinnaar in een decennia durende burgeroorlog geworden. Güshri Khan had zich tot koning van Tibet uitgeroepen, maar liet in de praktijk het politieke bestuur aan de dalai lama en zijn regenten over. Ook zijn directe opvolgers hadden geen interesse in politiek bestuur over Tibet. De meeste Mongolen uit die stammen hadden zich gevestigd in het gebied rond Kokonor, waar al sinds de tijd van Dzjengis Khan andere Mongoolse prinsdommen aanwezig waren.
Dat veranderde met de leider van de Khoshut aan het einde van de 17e eeuw, Lhabzang Khan. Deze had de ambitie weer actief een heersende rol in Tibet te spelen. Hij eiste even na 1702 zijn formele rechten op. In 1705 viel Lhabzang Khan - met instemming van de keizer Kangxi - Tibet met een grote legermacht binnen en bezette het land.
Lhabzang had de steun van een aanzienlijk deel van de Tibetaanse adel. 
De hiërarchie van de gelug en met name de abten van de grote kloosters rondom Lhasa begonnen zich echter in toenemende mate van hem af te keren. Zij zochten toenadering tot Tsewang Rabtan. In 1717 viel zijn broer Tsering Dondup met een strijdmacht Tibet binnen. Door handlangers binnen de stad wisten zij Lhasa relatief gemakkelijk in te nemen.
De Dzjoengaren creëerden al snel een vorm van een schrikbewind. Zij plunderden Lhasa en het Potalapaleis Zij introduceerden een vorm van inquisitie, die de grote gelugkloosters onderzocht. Iedereen die geen monnik was moest het klooster verlaten en iedere monnik aan wiens gedrag ook maar een beetje getwijfeld kon worden volgde dat lot. Als fanatieke gelovigen in de gelugdoctrine richtten zij hun acties in Centraal-Tibet vooral op kloosters en bezittingen van de nyingmatraditie. 
Kangxi besloot op dat moment om in te grijpen en een Chinese legermacht verdreef daarop in 1720 de Dzjoengaren uit Tibet en Lhasa. Dit was de aanvang van de periode van het Chinese protectoraat over Tibet.

## Ontwikkelingen in Kokonor en het overlijden van Kangxi
Onmiddellijk na de verdrijving van de Dzjoengaren uit Tibet werden door de Chinese leiding plannen gemaakt om verder met Tsewang Rabtan af te rekenen. Vanuit het door de Chinezen veroverde Hami en Turfan zou een grote legermacht optrekken naar de meer westelijk gelegen delen van Dzjoengarije. Er waren echter grote logistieke problemen met de bevoorrading van het Chinese leger en die operatie kreeg vertraging.
In 1722 veranderde de situatie weer door twee oorzaken. De eerste was het overlijden van Kangxi. De tweede oorzaak lag in Kokonor. 
Vrijwel tegelijkertijd met de vestiging van het Chinese protectoraat over Tibet verliezen ook de Mongoolse prinsdommen in het gebied rondom Kokonor hun onafhankelijkheid. In 1722 komen die al in opstand. De leider van de opstand in Kokonor, Lobzang Danjin, had hulp van de Dzjoengaren verwacht. Die hulp kwam slechts in geringe mate, omdat Tsewang Rabtan op dat tijdstip een aantal militaire campagnes tegen de Kazachen voerde.
Controle en stabiliteit in de regio Kokonor werd door de Chinese regering als essentieel gezien. De opvolger van Kangxi, de keizer Yongzheng (1678-1735) had tot 1724 nodig om die opstand neer te slaan en zag om die reden af van militaire operaties tegen de Dzjiengaren. Als Labzang Danjin na het neerslaan van de opstand naar Dzjoengarije vlucht, krijgt hij daar wel onderdak. Tsewang Rabtan weigerde Labzang Danjin uit te leveren.

## Laatste periode van Tsewang Rabtan
Na de gebeurtenissen in Kokonor deed Yongzheng een aanbod voor een wapenstilstand. Tsewang Rabtan had kort daarvoor een missie naar Sint-Petersburg gezonden om de Russen een bondgenootschap aan te bieden tegen de Mantsjoes. De Russen wilden zich echter op geen enkele wijze committeren aan een militaire inspanning tegen China. In 1724 zond Twewang Rabtan nog een missie naar Peking met de eis dat de Chinezen de gebieden rondom Hami en Turfan aan de Dzjoengaren zouden teruggeven. Dat leverde geen enkel resultaat op. In militair opzicht gebeurde er in de periode 1724-1729 nauwelijks iets. Het was een situatie van geen oorlog en geen vrede.
Enkele jaren na het sluiten van een nieuw verdrag tussen Rusland en China in 1727, het verdrag van Kjachta, zou die situatie opnieuw veranderen. In dat jaar 1727 werd Tsewang Rabtan echter vermoord als gevolg van interne twisten binnen de adel van de Dzjoengaren.